# استامبولتسیان
استامبولتسیان (زبان ارمنی: Ստամբոլցյան), یکی از نام‌های خانوادگی رایج در میان ارمنیان می‌باشد.
- رافائل استامبولتسیان
- گاگیک استامبولتسیان
- گئورگ استامبولتسیان
- لنا استامبولتسیان
- میکائیل استامبولتسیان
- واهاگن استامبولتسیان